# 1990년 7월
| 1990년: 1월 · 2월 · 3월 · 4월 · 5월 · 6월 · 7월 · 8월 · 9월 · 10월 · 11월 · 12월 |

| <            | 1990년 7월 | 1990년 7월 | 1990년 7월 | 1990년 7월 | 1990년 7월 | >          |
| 일           | 월         | 화         | 수         | 목         | 금         | 토         |
| 1 윤5.9 정묘 | 2 10 무진  | 3 11 기사  | 4 12 경오  | 5 13 신미  | 6 14 임신  | 7 15 계유  |
| 8 16 갑술    | 9 17 을해  | 10 18 병자 | 11 19 정축 | 12 20 무인 | 13 21 기묘 | 14 22 경진 |
| 15 23 신사   | 16 24 임오 | 17 25 계미 | 18 26 갑신 | 19 27 을유 | 20 28 병술 | 21 29 정해 |
| 22 6.1 무자  | 23 2 기축  | 24 3 경인  | 25 4 신묘  | 26 5 임진  | 27 6 계사  | 28 7 갑오  |
| 29 8 을미    | 30 9 병신  | 31 10 정유 |            |            |            |            |

| 편집하기 |

## 1990년7월 27일
- 벨라루스가 소비에트 연방으로부터 독립했다.

## 1990년7월 18일
- 남아프리카공화국 넬슨 만델라 출소.

## 1990년7월 8일
- 1990년 FIFA 월드컵에서 서독이 우승하였다.